# Descurainia californica
Descurainia californica es una especie perteneciente a la familia  Brassicaceae, conocida en su lugar de origen como  Sierra tansymustard.  Esta planta es nativa de América del Norte occidental desde California a Wyoming.  Se trata de un residente de variados hábitats desde los bosques de montaña a los matorrales de salvia. 

## Características
Esta planta tiene un solo tallo delgado y ramas que pueden alcanzar más de medio metro de altura. Sus escasas hojas se dividen en dos o cuatro pares de lóbulos de color  verde cada uno y de seis centímetros de largo. Los manojos de flores diminutas en la punta de cada tallo es de color amarillo brillante. El fruto es una pequeña silicua sobre un recto pedicelo. 

## Taxonomía
Descurainia californica fue descrito por (Gray) O.E. Schulz y publicado en Das Pflanzenreich IV. 105(Heft 86): 330. 1924.
Etimología
Descurainia: nombre genérico dedicado a François Descuraine (1658-1740), farmacéutico francés.
californica: epíteto geográfico que alude a su localización en California.
Sinonimia
- Sisymbrium californicum (A. Gray) S. Watson
- Smelowskia californica A. Gray	basónimo
- Sophia leptostylis Rydb.[2]